# Younes Lyousfi
Younes Lyousfi, né le 4 février 1990 à Fès, est un footballeur marocain évoluant au poste de défenseur au CR Al Hoceima.

## Biographie
Il participe à la Coupe de la confédération avec l'équipe du Maghreb de Fes.

## Palmarès
- Vice-champion du Maroc en 2011 avec le Maghreb de Fes